# Love and Death (miniserie)
Love and Death es una miniserie de drama criminal estadounidense dirigida por Lesli Linka Glatter y escrita por David E. Kelley basada en el capítulo «Love & Death In Silicon Prairie, Part I & II» del libro Evidence of Love: A True Story of Passion and Death in the Suburbs, escrito por Jim Atkinson y John Bloom que a su vez se basa en el crimen real cometido por la ama de casa Candy Montgomery en Texas. Protagonizada por Elizabeth Olsen como Candy Montgomery, Jesse Plemons como Allan Gore y Lily Rabe como Betty Gore, también junto a Patrick Fugit, Krysten Ritter, Tom Pelphrey, Elizabeth Marvel y Keir Gilchrist. Se estrenó el 27 de abril del 2023 por HBO Max.

## Sinopsis
La serie está basada en la historia real del brutal asesinato con hacha de Betty Gore por parte de la ama de casa Candy Montgomery en Wylie, Texas de 1980.

## Reparto

### Principal
- Elizabeth Olsen como Candy Montgomery
- Jesse Plemons como Allan Gore
- Lily Rabe como Betty Gore
- Patrick Fugit como Pat Montgomery
- Krysten Ritter como Sherry Cleckler
- Tom Pelphrey como Don Crowder
- Elizabeth Marvel como Jackie Ponder
- Keir Gilchrist como Ron Adams

### Recurrentes
- Amelie Dallimore como Jenny Montgomery
- Liam Pileggi como Ian Montgomery
- Harper Heath como Alisa Gore
- Olivia Applegate como Carol Crowder
- Jennifer Neala Page como Betty Huffhines
- Kira Pozehl como Elaine Williams
- Bonnie Gayle Sparks como Jo Ann Garlington
- Aaron Jay Rome como Richard Garlington
- Sara Burke como Barbara Green
- Richard C. Jones como Tom Cleckler
- Beth Broderick como Bertha Pomeroy
- Matthew Posey como Bob Pomeroy
- Fabiola Andújar como Mary Adams
- Brian d'Arcy James como Fred Fason
- Mackenzie Astin como Tom O'Connell
- Adam Cropper como Robert Udashen
- Bruce McGill como Tom Ryan
- Drew Waters como Jerry McMahan
- Sunday Dangerstone como Tina Grant

## Episodios
| N.º | Título           | Dirigido por        | Escrito por     | Fecha de lanzamiento original |
| --- | ---------------- | ------------------- | --------------- | ----------------------------- |
| 1   | «The Huntress»   | Lesli Linka Glatter | David E. Kelley | 27 de abril de 2023           |
| 2   | «Encounters»     | Lesli Linka Glatter | David E. Kelley | 27 de abril de 2023           |
| 3   | «Stepping Stone» | Lesli Linka Glatter | David E. Kelley | 27 de abril de 2023           |
| 4   | «Do No Evil»     | Lesli Linka Glatter | David E. Kelley | 4 de mayo de 2023             |
| 5   | «The Arrest»     | Clark Johnson       | David E. Kelley | 11 de mayo de 2023            |
| 6   | «The Big Top»    | Lesli Linka Glatter | David E. Kelley | 18 de mayo de 2023            |
| 7   | «Ssssshh»        | Lesli Linka Glatter | David E. Kelley | 25 de mayo de 2023            |

## Producción
En mayo de 2021 se anunció que HBO Max había dado luz verde a la miniserie, con Elizabeth Olsen como protagonista. Jesse Plemons se uniría al elenco a finales de mes. En junio, Patrick Fugit se agregó al elenco, y Lily Rabe, Keir Gilchrist, Elizabeth Marvel, Tom Pelphrey y Krysten Ritter se unieron en los meses siguientes.
La filmación se realizó principalmente en un escenario de sonido en Kyle, Texas, a partir del 27 de septiembre de 2021 y finalizó el 7 de abril de 2022. La filmación en el lugar se realizó en Austin y las áreas circundantes son en La Grange, Coupland, Georgetown, Hutto, Seguin, Kerrville, Lockhart, Killeen, Smithville y San Marcos, todos en Texas.